# استان آزوا
استان آزوا (به لاتین: Azua Province) یک استان در جمهوری دومینیکن است.
مساحت این استان ۲٬۵۳۱٫۷۷ کیلومتر مربع و جمعیت آن در سال ۲۰۱۴ میلادی ۲۹۸٬۲۴۶ نفر می‌باشد.